# Luca di Montezemolo
Pour les articles homonymes, voir Montezemolo (homonymie).
Luca Cordero di Montezemolo, né le 31 août 1947 à Bologne en Émilie-Romagne, est un industriel italien, président de la compagnie aérienne Alitalia après avoir notamment dirigé les constructeurs automobiles Ferrari et Fiat. Sa carrière s'est essentiellement déroulée dans les secteurs de l'automobile, de l'édition et du sport, pendant longtemps au sein du groupe contrôlé par la famille Agnelli.

## Biographie

### Origine et formation
Issu d'une famille noble et portant le titre de marquis de Montezemolo, du nom d'un château situé entre Piémont et Ligurie, acquis par sa famille en 1718, il est apparenté au résistant Giuseppe Cordero Lanza di Montezemolo et à son fils le cardinal Andrea Cordero Lanza di Montezemolo. 
Luca di Montezemolo est titulaire d'une licence en droit obtenue en 1971 et d'un master de l'université Columbia de New York.

### Carrière
Oubliant le droit, il commence sa carrière en 1973 en tant qu'assistant d'Enzo Ferrari et responsable de la Scuderia Ferrari. Sous sa direction, cette dernière retrouve les sommets : en 1975, Niki Lauda offre à Ferrari son premier titre mondial depuis 1964.
En 1977, il devient responsable des relations extérieures de Fiat puis administrateur délégué d'Itedi, filiale de Fiat dans le secteur de l'édition qui contrôle, notamment, le quotidien la Stampa.
En 1982, il est nommé administrateur délégué de Cinzano International, société contrôlée à 50 % par Ifi, holding de la famille Agnelli. Il organise l'opération Azzurra Challenge, du nom du voilier Azzurra, qui permet à l'Italie de remporter sa première régate lors de la coupe de l'America.
En 1984, responsable de l'organisation de la coupe du monde de football Italia 90, il essuie quelques déceptions et voit sa gestion fortement critiquée puis, au début des années 1990, alors qu'il est vice-président de la Juventus Football Club, il voit son club éliminé de toutes les compétitions internationales.
1991 marque le début de son retour en grâce. En fin d'année, trois ans après la mort d'Enzo Ferrari, il prend la présidence de Ferrari dont il est également administrateur délégué. Sa tâche est de redresser les résultats commerciaux de la marque et les résultats sportifs de la Scuderia qui n'a plus gagné un championnat depuis 1983. La première année, la Scuderia ne remporte aucune victoire mais au printemps 1993, Luca di Montezemolo engage Jean Todt au poste de directeur de la gestion sportive. 
Il exerce d'autres responsabilités qui préparent son avenir : en 1992, il prend la direction de Rizzoli Video puis devient vice-président du club de football de Bologne, président de l'association des industriels de Modène (1996) et de l'organisation de la Foire de Bologne. Enfin, en 2001, il prend la présidence de la Fédération italienne des éditeurs. 

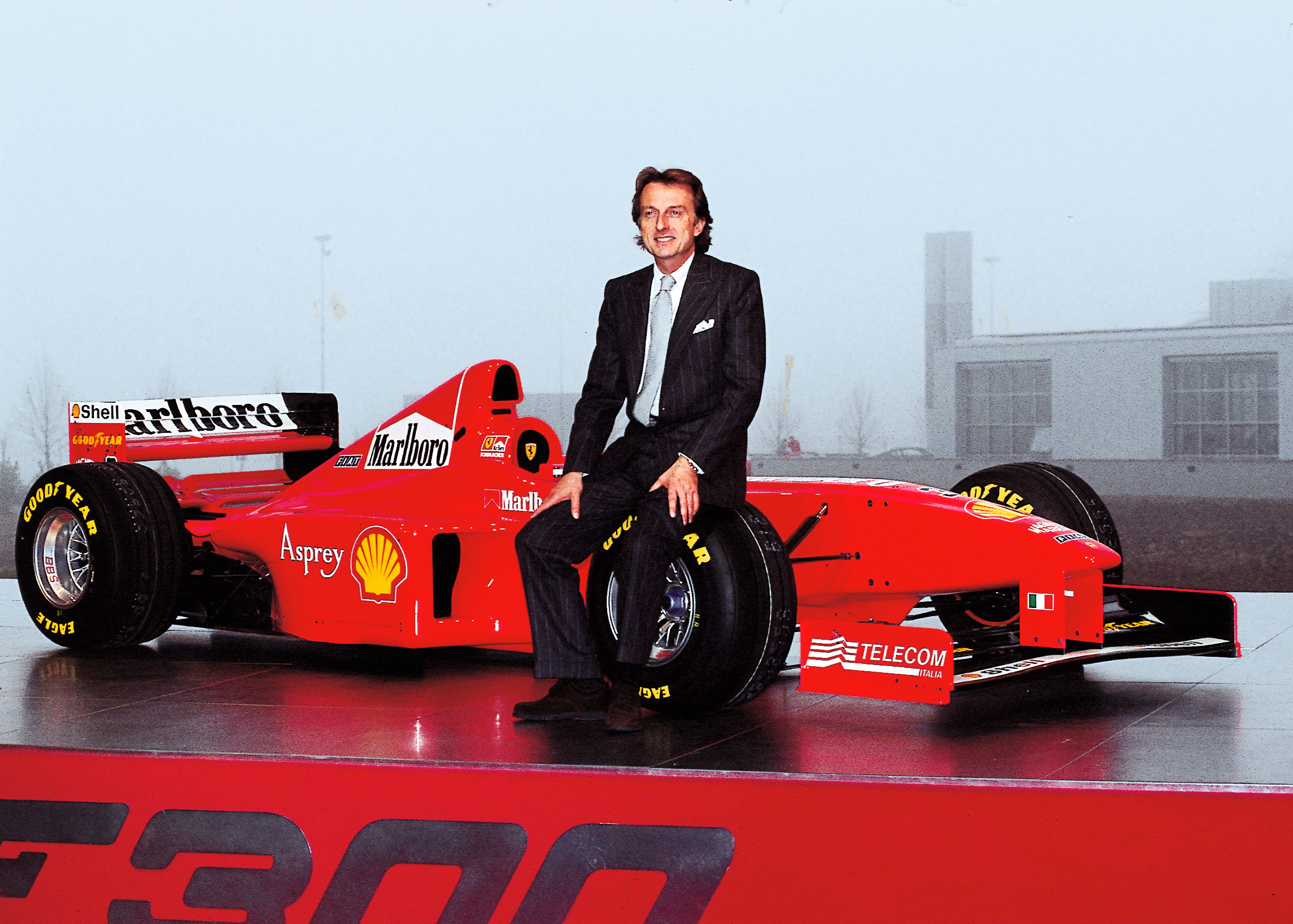
Luca di Montezemolo à la présentation de la Ferrari F300 en 1998.

En 1997, Montezemolo devient président et administrateur délégué de Maserati, rachetée par Ferrari. À partir de 1999, la Scuderia Ferrari remporte le championnat du monde des constructeurs ; au cours des cinq années suivantes, Ferrari remporte cinq titres des constructeurs et cinq championnats pilotes. C'est aussi une période de grande réussite de l'entreprise sur le plan financier. Luca di Montezemolo a fait le choix de la rareté : la production de Ferrari est limité à 4 000 exemplaires par an, quel que soit le niveau de la demande. Le chiffre d'affaires de l'entreprise est multiplié par cinq en dix ans et sa valeur boursière par dix.
En 2001, il refuse l'offre de Silvio Berlusconi qui lui propose d'entrer dans le gouvernement. À partir de 2003, année de la disparition de Gianni Agnelli, il entre au conseil d'administration du groupe Fiat dont le nouveau président est Umberto, frère du précédent.
Le 27 mai 2004, il est élu à la présidence de la Confindustria, le patronat italien, poste qu'il occupe jusqu'en 2008. Au décès d'Umberto Agnelli, il accède à la présidence du groupe Fiat dans un contexte assez difficile, aggravé par la démission de Giuseppe Morchio, l'administrateur délégué qui avait conduit le redressement du groupe jusque-là . Surnommé Il Pluripresidente, Luca di Montezemolo a le même titre d'avvocato que son modèle, Gianni Agnelli, et, comme lui, il sait montrer un grand équilibre à l'égard du pouvoir politique, choisissant d'être ce que les observateurs italiens appelle un « bipartisan ». En 2004, il préside Fiat, Ferrari, Maserati, la Confindustria, la Fieg, la Foire de Bologne, la holding Charme et est vice-président du club de football de Bologne. Il siège au conseil d'administration de la Stampa, Pinault-Printemps-Redoute, Tod's et Merloni Elettrodomestici. 
En 2006, alors que l'équipe de sport vitrine de l'Ifil, la Juventus Football Club, est prise dans une tempête médiatique et politique orchestrée à la fois par la Gazzetta dello Sport, le groupe de médias Mediaset et la fédération italienne de football, Luca di Montezemolo choisit de ne pas réagir et renie les dirigeants compromis de la Juventus, avant même qu'un jugement soit rendu. L'Ifil décide de ne pas aller jusqu'au bout de la procédure judiciaire et laisse la Juventus descendre en Serie B alors qu'un recours à la justice civile était possible à l'échelon italien comme européen. En 2011, à Naples, la Juventus est innocentée par la justice civile. Il n'a suffi que de quelques mois pour que des soupçons de règlement de comptes interne soient évoqués : face au pouvoir croissant de Luciano Moggi, directeur sportif démissionnaire, l'Ifil aurait choisi de saborder elle-même son club afin d'en chasser les éléments gênants. Luca di Montezemolo, qui n'a jamais vraiment caché son mépris pour la Juventus, a placé à la tête du club son homme de confiance, Giovanni Cobolli Gigli, surnommé le « Liquidateur »[réf. nécessaire].
Le 10 septembre 2014 , faute de résultats en Formule 1 et en désaccord sur l'avenir de Ferrari, Luca Cordero di Montezemolo annonce son départ de la présidence de Ferrari et est remplacé le 13 octobre 2014 par Sergio Marchionne à la tête de l'entreprise. 
Le 6 novembre 2014, Il est désigné PDG du groupe Alitalia par le PDG du groupe Etihad James Hogan, actionnaire principal à hauteur de 49 %.

## Autres mandats
En 2009, il fonde le think tank Italia Futura qui fait partie de la coalition Agenda Monti pour l'Italie créée en 2012 et qui présente un candidat aux élections de 2013 sous le nom de parti Con Monti per l’Italia (« Avec Monti pour l'Italie »).
Luca Cordero di Montezemolo est administrateur de PPR (devenu Kering en 2013) du 19 mai 2005 à 2016, après en avoir été membre du cConseil de surveillance du 19 décembre 2001 au 19 mai 2005,. 
Il investit dans plusieurs entreprises : Acqua di Parma (parfums), Poltrona Frau (mobilier), Ballantyne (cashmere) ainsi que dans la nouvelle compagnie ferroviaire NTV, la première société privée à circuler sur les lignes à grande vitesse italiennes. Il est, en outre, membre du conseil d'administration de Tod’s. Ces entreprises sont souvent des partenaires exclusifs de Ferrari.

## Récompenses
- Commandeur de l'ordre national de la Légion d'honneur (France) en 2008[6]
- Cavaliere del Lavoro (ordre du Mérite du travail - Italie)

## Vie privée
Marié une première fois avec la metteur en scène Sandra Monteloni (mariage religieux annulé), il a en a un fils, Matteo (marié avec Ludovica Nistri Ranelletti, d'où deux enfants, Massimo et Andrea). De sa relation avec Barbara Parodi Delfino (petite-nièce de Luchino Visconti), il a également une fille, Clementina, mariée à Flavio Misciatelli, d'où une fille, Luce. Il entretiendra une longue relation avec l'actrice Edwige Fenech (de 1983 à 1999) et se remariera en 2002, avec Ludovica Andreoni, dont il a eu trois enfants : Maria, Guia et Lupo. À cette occasion, Gianni Agnelli lui fait présent d'un prototype unique de Ferrari 360 Barchetta.